# Pieter Nota

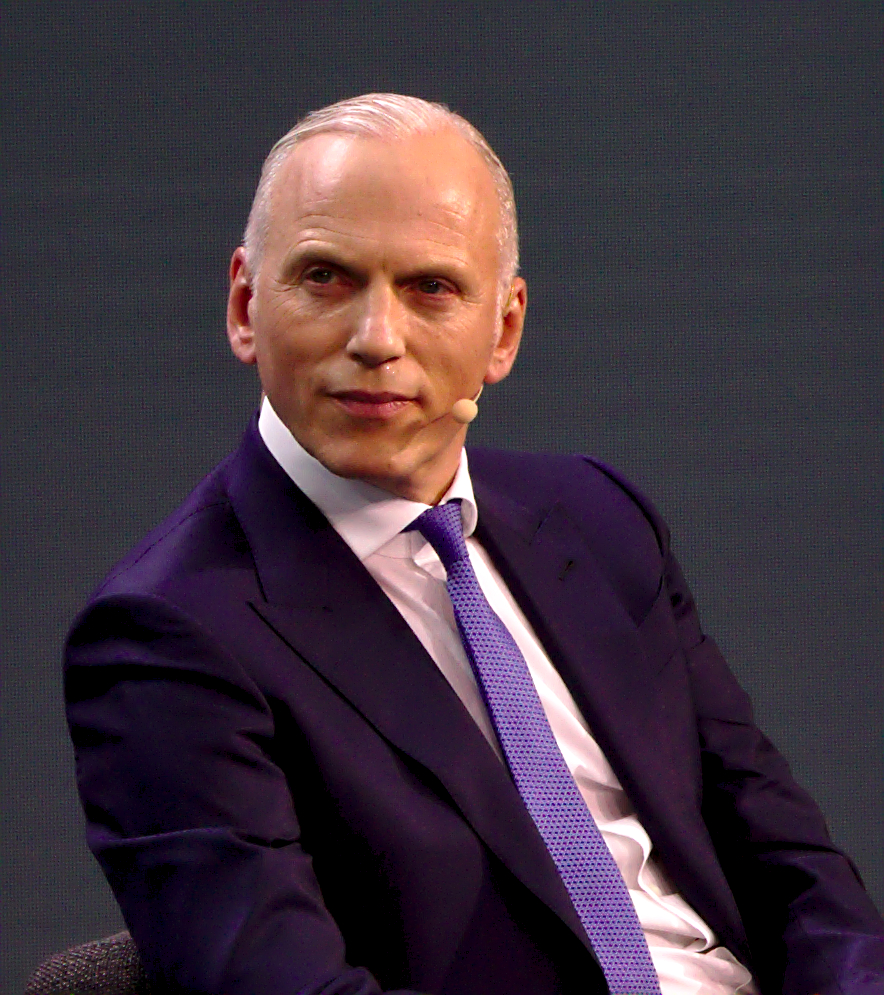
Pieter Nota, 2018

Pieter Nota (* 31. Juli 1964) ist ein niederländischer Manager. Von 2018 bis 2023 war er als Mitglied des Vorstands der BMW AG für den Bereich Kunde, Marken, Vertrieb zuständig.

## Werdegang
Nota schloss 1989 ein Studium der Betriebswirtschaftslehre an der Erasmus-Universität Rotterdam mit dem Master ab. Von 1990 bis 2005 arbeitete er im Marketing von Unilever. Bei der Beiersdorf AG war er von 2005 bis 2010 Leiter Marketing und Innovation. Daran schlossen sich bei Philips verschiedene Tätigkeiten an; zuletzt war er Chief Marketing Officer.
Am 1. Januar 2018 wurde Nota in den Vorstand der BMW AG berufen und folgte damit Ian Robertson, der zum 31. Dezember 2017 in den Ruhestand getreten war. Ende Oktober 2023 schied er aus dem Vorstand aus.